# Tegenpaus Alexander V
Alexander V (1340 - 1410), eigenlijk Petrus Philarges, was tegenpaus van 26 juni 1409 tot 1410. Hij was Grieks van geboorte, afkomstig van Kreta (Candia). Hij was lid van de Orde van de Franciscanen en had gestudeerd aan de universiteiten van Oxford en Parijs. Voor zijn benoeming tot paus was hij kardinaal en aartsbisschop van Milaan. In deze hoedanigheid had hij zich sterk beijverd voor het herstel van de eenheid van de kerk. Alexander koos zijn pauselijke residentie in Bologna.
Alexander werd tot paus benoemd op het Concilie van Pisa (1409). Dit concilie probeerde een einde te maken aan het Westers schisma, door de twee pausen van dat moment (Gregorius XII en Benedictus XIII) af te zetten en Alexander als nieuwe paus te benoemen. Deze erkenden hun afzetting niet en hadden nog voldoende steun om als paus aan te kunnen blijven. Zo werd Alexander een van de drie pausen die elk claimden de rechtmatige paus te zijn. Alexander werd in zijn claims gesteund door het grootste deel van de toenmalige Westerse christenheid, namelijk de kerk van Frankrijk, Engeland, Bohemen en een groot deel van de Duitse bisschoppen.
Na een pausdom van slechts tien maanden overleed Alexander onverwachts in de nacht van 3 op 4 mei 1410. Hij werd begraven in de Franciscuskerk in Bologna. Zijn opvolger was tegenpaus Johannes XXIII (niet te verwarren met paus Johannes XXIII die paus was in de twintigste eeuw).
Tegenwoordig wordt Alexander in de Rooms-Katholieke Kerk beschouwd als een tegenpaus. Het is opmerkelijk dat er geen officieel erkende paus met de naam Alexander V is. Dit moge blijken uit het feit dat de eerste paus met dezelfde naam paus Alexander VI werd genoemd.
Cursief: tegenpaus
- Biblioteca Nacional de España: XX5014285
- Bibliothèque nationale de France: cb12469587t (data)
- Gemeinsame Normdatei: 100936032
- International Standard Name Identifier: 0000 0000 7973 9959
- Library of Congress Control Number: no2006054561
- Nederlandse Thesaurus van Auteursnamen: 109135768
- Istituto Centrale per il Catalogo Unico: SBLV193058
- Système universitaire de documentation: 033884374
- Virtual International Authority File: 620146936846613782986